# Sapromyza tinguarrae
Sapromyza tinguarrae är en tvåvingeart som beskrevs av Frey 1936. Sapromyza tinguarrae ingår i släktet Sapromyza och familjen lövflugor.
Artens utbredningsområde är Kanarieöarna. Inga underarter finns listade i Catalogue of Life.